# Johann Rudolf Glauber
Johann Rudolf Glauber (1604 - ngày 10 tháng 3 năm 1670), một nhà giả kim, nhà hóa học Đức-Hà Lan. Một số nhà sử học khoa học đã mô tả ông là một trong những kỹ sư hóa học đầu tiên. Khám phá của ông về sulfate natri năm 1625 đã dẫn đến hợp chất này được đặt theo tên ông: "muối của Glauber".

## Cuộc đời
Sinh năm 1604 tại Karlstadt am Main, con trai của một thợ cắt tóc, ông đã không hoàn tất việc học hành, nhưng người ta cho rằng ông đã nghiên dược học và thăm một số phòng thí nghiệm. Ông tự nói rằng ông vui mừng vì ông đã không bị nhồi nhét ở trường trung học nhưng thay vào đó là học tập bằng kinh nghiệm. Ông sống ở Vienna (1625), Salzburg, Giessen, Wertheim (1649-1651), Kitzingen (1651-1655), Basel, Paris, Frankfurt am Main, Cologne và Amsterdam (1640-1644, 1646-1649, 1656). Ông bắt đầu sản xuất gương soi. Tại Amsterdam, ông xây dựng được sản xuất dược phẩm (bao gồm cả hóa chất như muối của Glauber). Điều này dẫn đến cả sự thành công tài chính lớn và năm 1649 bị phá sản, đó là lý do để chuyển từ Amsterdam đến Wertheim.